# Stanisław Wecki
Stanisław Wecki (ur. 28 stycznia 1890 w Stoczku, zm. 8 grudnia 1954) – pułkownik dyplomowany piechoty Wojska Polskiego, kawaler Orderu Virtuti Militari.

## Życiorys
Urodził się w Stoczku, w powiecie węgrowskim ówczesnej guberni siedleckiej, w rodzinie Jana i Walerii z Himerów. W Warszawie był uczniem szkoły średniej, następnie w Petersburgu wstąpił do korpusu kadetów i tam otrzymał świadectwo maturalne. Ponadto studiował prawo i nauki społeczno-polityczne.
W Kazaniu ukończył szkołę wojskową, a później w Petersburgu Akademię Sztabu Generalnego. Jako oficer armii rosyjskiej, już w 1915 w stopniu porucznika służył w Legionie Puławskim, następnie w Brygadzie Strzelców Polskich i Dywizji Strzelców Polskich oraz w I Korpusie Polskim.
Oficer w sztabie gen. Edwarda Śmigłego-Rydza w Lublinie od 1918. 22 maja 1919 został przydzielony do Wielkopolskiej Szkoły Podchorążych Piechoty w Poznaniu na stanowisko wykładowcy. 22 grudnia tego roku został przeniesiony do Ministerstwa Spraw Wojskowych w Warszawie.
15 lipca 1920 roku został zatwierdzony z dniem 1 kwietnia 1920 w stopniu majora, w piechocie, w grupie oficerów byłych Korpusów Wschodnich i byłej armii rosyjskiej. W 1921 pełnił służbę w Centrum Wyszkolenia w Rembertowie. W tym samym roku został przydzielony do Wyższej Szkoły Wojennej w Warszawie, w charakterze słuchacza Kursu Doszkolenia. 3 maja 1922 został zweryfikowany w stopniu podpułkownika ze starszeństwem z dniem 1 czerwca 1919 i 193. lokatą w korpusie oficerów piechoty, a jego oddziałem macierzystym był 36 pułk piechoty. 20 maja tego roku, w siódmą rocznicę bitwy pod Pakosławiem, generał Jan Rządkowski odznaczył go w imieniu Naczelnego Wodza Krzyżem Srebrnym Orderu Virtuti Militari.

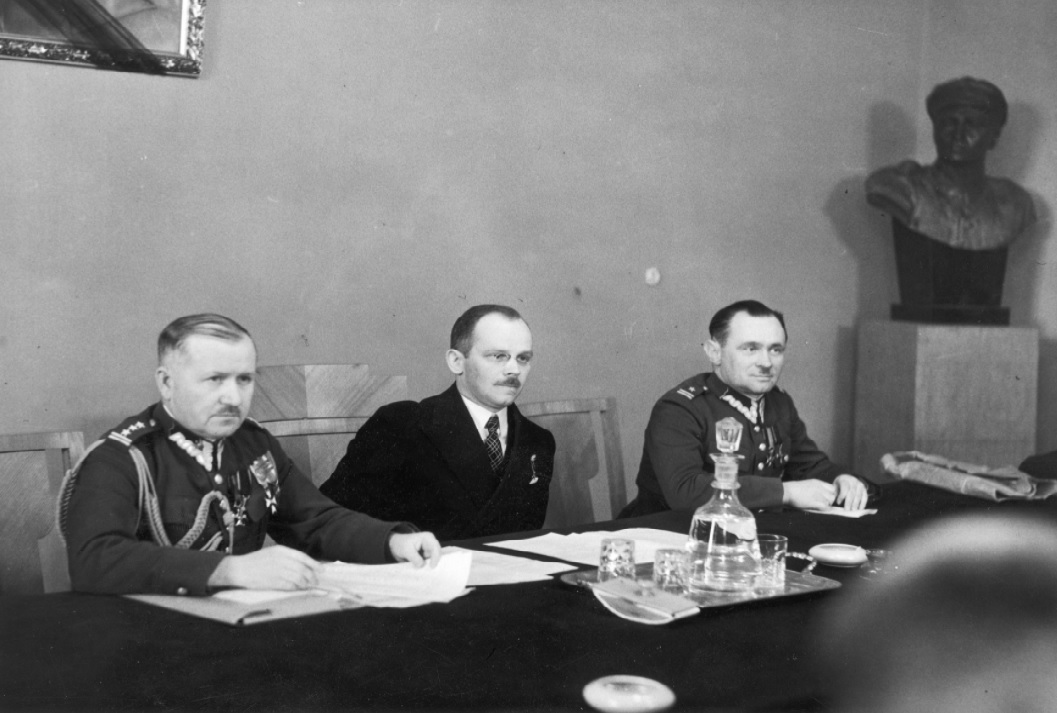
Prezydium Zjazdu Polskiego Związku Strzelectwa Sportowego w Warszawie (1936). Od lewej: płk Stanisław Wecki, pułkownik Leśniewski i mjr Stanisław Stawarz.

16 września 1922, po ukończeniu kursu i otrzymaniu „pełnych kwalifikacji do pełnienia służby na stanowiskach Sztabu Generalnego”, został przydzielony do Dowództwa Okręgu Korpusu Nr VIII w Grudziądzu na stanowisko zastępcy szefa sztabu. Z dniem 15 października 1923 roku został przydzielony do Inspektoratu Armii Nr III w Toruniu na stanowisko I referenta. W styczniu 1925 został przeniesiony do 10 pułku piechoty w Łowiczu na stanowisko dowódcy pułku. W sierpniu 1926 został przydzielony do Inspektoratu Armii w Warszawie. Z dniem 1 września tego roku został przydzielony do Gabinetu Wojskowego Generalnego Inspektora Sił Zbrojnych. Następnie został I oficerem sztabu inspektora armii w Warszawie. 3 stycznia 1928 został mianowany pułkownikiem ze starszeństwem z dniem 1 stycznia 1928 i 9,5. lokatą w korpusie oficerów piechoty. W grudniu 1929 został przeniesiony do Komendy Placu Brześć na stanowisko komendanta. W październiku 1931 został przeniesiony do składu osobowego II wiceministra spraw wojskowych i szefa Administracji Armii gen. bryg. dr. Felicjana Sławoja Składkowskiego na stanowisko oficera sztabowego do zleceń. Po 5 czerwca 1935 został przeniesiony w stan spoczynku.
W latach 1947–1949 był wykładowcą w Akademii Sztabu Generalnego w Rembertowie. 12 sierpnia 1950 został aresztowany i 30 maja 1952 skazany na 13 lat więzienia. Wyrok w jego sprawie wydawał sędzia porucznik Stefan Michnik. Podczas śledztwa był torturowany. Ani podczas śledztwa, ani w czasie rozprawy nie przyznał się do stawianych mu zarzutów uczestnictwa w organizacji konspiracyjnej i do szpiegostwa.
Zmarł 8 grudnia 1954 roku w niecały miesiąc po udzieleniu mu przerwy w odbywaniu orzeczonej kary ze względu na zły stan zdrowia. W 1956 roku został rehabilitowany. Pochowany na Cmentarzu Wojskowym na Powązkach (kwatera A4-4-1).
27 kwietnia 1917 roku zawarł związek małżeński z Irmą Wierzbicką.
Był zaangażowany w propagowanie strzelectwa i publikował artykuły z tego zakresu. Pisał o polskich formacjach na wschodzie w okresie I wojny światowej. Autor szkicu „Bitwa pod Pakosławiem” (Placówka 1919).

## Ordery i odznaczenia
- Krzyż Srebrny Orderu Wojskowego Virtuti Militari nr 5310 (12 kwietnia 1922)[24]
- Krzyż Niepodległości (17 marca 1932)[25]
- Krzyż Oficerski Orderu Odrodzenia Polski (7 listopada 1925)[26][27]
- Krzyż Walecznych (czterokrotnie)[27]
- Złoty Krzyż Zasługi (10 listopada 1928)[28]
- Medal Pamiątkowy za Wojnę 1918–1921
- Medal Dziesięciolecia Odzyskanej Niepodległości
- Odznaka Pamiątkowa Generalnego Inspektora Sił Zbrojnych (12 maja 1936)
- Medal Zwycięstwa („Médaille Interalliée”)[27]